# علم اللغة النفسي

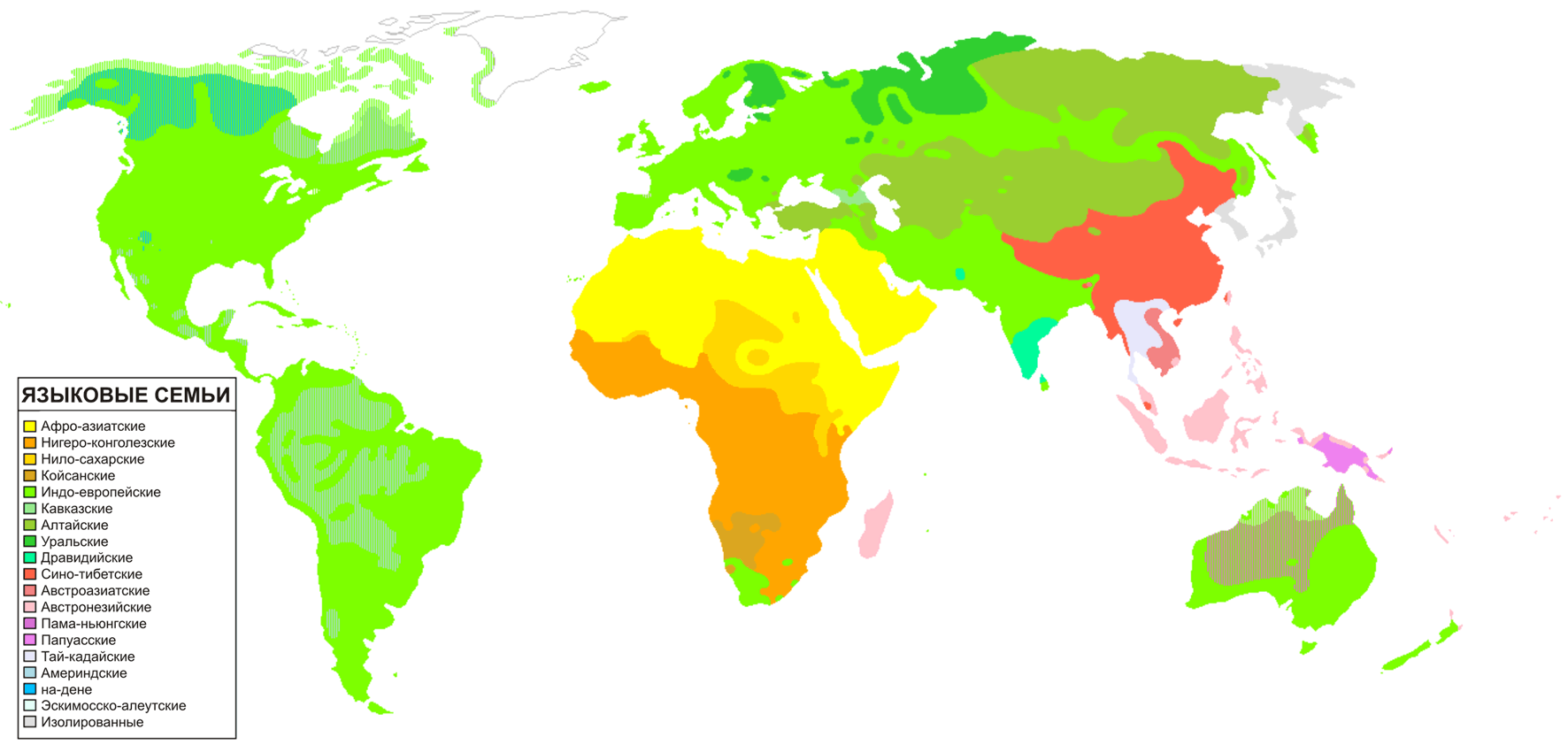

يهتم علم اللغة النفسي أو علم النفس اللغوي بدراسة الترابط بين العوامل اللغوية والجوانب النفسية.
يختص هذا المجال بدراسة العوامل النفسية والعوامل العصبية الحيوية التي تمكن الإنسان من اكتساب ملكة اللغة واستخدامها وفهمها ونطقها. يختص المجال في المقام الأول بآليات معالجة اللغة وكيفية تمثيلها في العقل والدماغ.
يعتمد البحث العلمي الحديث في هذا المجال على علوم البيولوجيا، والأعصاب، وعلوم الإدراك، واللسانيات، وعلم المعلومات لدراسة الآلية التي يستعين بها العقل والدماغ في معالجة اللغة، وإلى جانب ذلك أيضًا يستعين المجال بالعمليات المعروفة في العلوم الاجتماعية، وعلم النفس التنموي، ونظريات التواصل، وعلم تنشئة الطفل، وغيرهم. توجد عدة مجالات فرعية تتميز بأساليب غير اجتياحية لدراسة آليات عمل الدماغ العصبية؛ على سبيل المثال: علم اللسانيات العصبية الذي أصبح مجالًا مستقلًا بذاته. ظهرت أول مساعي لدراسة علم اللغة النفسي في المجالات الفلسفية والتربوية نظرًا لوقوعها داخل مجالات غير متعلقة بالعلوم التطبيقية (مثل البيانات الترابطية حول آلية عمل الدماغ البشري).
يهتم علم اللغة النفسي بالقدرات الإدراكية والعمليات اللازمة لإنشاء تراكيب لغوية سليمة بالاستعانة بالقواعد النحوية والمعاجم المُخزّنة في العقل البشري. يهتمُّ المجال أيضًا بكيفية إدراك المستمع أو القارئ لهذه التراكيب اللغوية. يُعد علم اللغة النفسي التنموي فرعًا من علم اللغة النفسي، ويهتم بدوره بقدرة الطفل على تعلم اللغة.

## نطاقات الدراسة
علم النفس اللغوي هو مجال متعدد التخصصات. ولذا يساهم في دراسته عدد من الباحثين من مختلف الخلفيات العلمية مثل: علم النفس، والإدراك، واللسانيات، وعلم أمراض النطق واللغة، وتحليل الخطاب. يدرس علماء اللغة النفسيين عدة مواضيع مختلفة، ولكنها في العادة تتمحور حول الأسئلة التالية:
- كيف يكتسب الأطفال ملكة اللغة (اكتساب اللغة)؟
- كيف يدركها المستمع أو القارئ (استيعاب اللغة)؟
- كيف تُستخدم اللغة في إنشاء تراكيب لغوية (إنشاء اللغة)؟
- كيف يمكن لشخص يتكلم بلغة واحدة بالفعل أن يتعلم لغة أخرى (اكتساب اللغة الثانية)؟

تُعرّف الأقسام الفرعية داخل علم اللغة النفسي على أساس الأجزاء المختلفة المكونة للغة البشرية.
تشمل المجالات المتعلقة بعلم اللسانيات:
- علم الصوتيات والنطقيات اللذان يهتمان بدراسة أصوات النطق. تهتم الأبحاث المتعلقة بعلم اللغة النفسي بدراسة الآليات التي تمكن العمليات الدماغية من معالجة تلك الأصوات وفهمها.
- يهتم علم التصريف بدراسة بنية الكلمة، وخاصةً دراسة العلاقة البنيوية بين الكلمات المترابطة من حيث المعنى (مثل «كلب» و«كلاب»)، وكيفية تكوين تلك الكلمات وفقًا لقواعد محددة (مثل الجمع السالم وقواعد تصغير الأسماء).
- يهتم علم النحو بدراسة الأنماط التي تحدد الطرق الصحيحة لتكوين الجمل من مجموعة من الكلمات.
- يختص علم المعاني بمعاني الكلمات والجمل. يهتم علم النحو بالبنية الصحيحة للجمل، بينما يتعامل علم المعاني مع المعاني الحقيقية للجمل.
- يهتم علم المقامية بدراسة دور السياق في تفسير معنى الكلام.

يهتم الباحث المختص بدراسة آليات استيعاب اللغة بدراسة كيفية إدراك العقل البشري للكلمات عن طريق القراءة لفحص العمليات المعنية باستخراج المعلومات الكتابية والتصريفية والنطقية والدلالية من أنماط النصوص المطبوعة. بينما يهتم الباحث المختص بآليات إنشاء اللغة بدراسة مراحل تحضير الكلمات للنطق داخل العقل البشري، بدءًا من المستوى المفهومي أو الدلالي (أي المتعلق بمدلول الكلام الذي يمكن دراسته عن طريق الإطار المفهومي المتعلق بالتفاوت الدلالي). يختص عالم اللغة النفسي التنموي بدراسة قدرة الرضع والأطفال على تعلم اللغة ومعالجتها.